# Szomor Máté
Szomor Máté (Kecskemét, 1758. december 11. – Kecskemét, 1810. március 22.) színész, fordító.

## Tevékenysége
Az első magyar színtársulat tagja. Az első hivatásos magyar nyelvű előadáson, 1790. október 25-én is játszott. 
Idegen nyelvű minták alapján színműveket is írt. Hatásos magyarítása a Ki-ki saját háza előtt seperjen című egyfelvonásos vígjáték (1793). Nemcsak az 1790-es években játszották nagy sikerrel, hanem még félszázaddal később is. Az átdolgozó az idegen alakokat komikus magyar típusokká írta át. Különösen népszerű figura volt csavaros eszű prókátora és tót patvaristája. 
Kéziratban maradt Molière-fordítása, az Amfitrion (1794), a kéziratot a Magyar Nemzeti Múzeum őrizte. A szerző az első olyan magyar Molière-fordító, aki az eredetit nem csak prózában, hanem – a vígjáték egy részét – már versben fordította.

## Megjelent műve
- Ki-ki saját háza előtt seperjen Vígjáték. Pest, 1793. (Endrődy János Magyar Játékszínében. Schneider után németből)